# Cosmos 954
El Cosmos 954 (en ruso Космос 954) fue un satélite de reconocimiento lanzado por la Unión Soviética en 1977. Un fallo impidió que el reactor nuclear que llevaba el satélite se separase del resto de la nave, lo que provocó al año siguiente que con la reentrada en la atmósfera se esparciesen residuos nucleares por un amplio sector del norte de Canadá. El incidente obligó a desplegar una importante misión de limpieza y descontaminación.

## Lanzamiento y funcionamiento

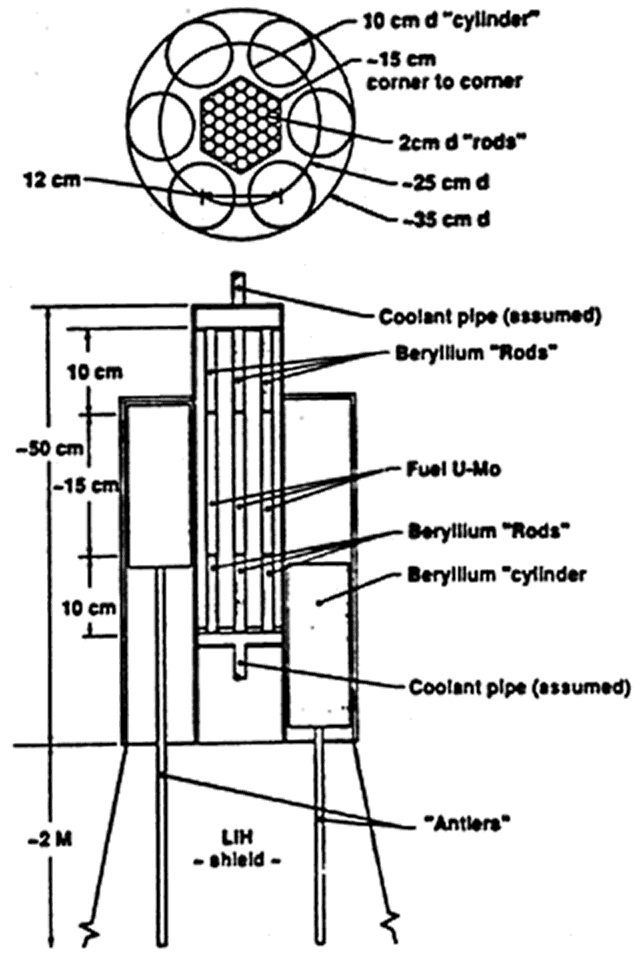
Esquema del reactor del Cosmos 954.

El Cosmos 954 formaba parte del programa RORSAT de la Unión Soviética, consistente una serie de satélites de reconocimiento que debían vigilar el tráfico oceánico, incluyendo buques de superficie y submarinos nucleares, empleando para ello un radar activo. El satélite fue lanzado el 18 de septiembre de 1977 a las 13:55 horas UTC desde el Cosmódromo de Baikonur, a bordo de un cohete Tsyklon-2.  El satélite tenía una inclinación orbital de 65°, su periapsis estaba situada a 259 kilómetros de altitud y su apoapsis a 277 kilómetros. Completaba una órbita a la Tierra cada 89,6 minutos. El satélite estaba alimentado con un convertidor termoiónico de sodio-potasio, el cual funcionaba gracias a un reactor nuclear que contenía unos 50 kilogramos de uranio-235. El suministro eléctrico estaba pensado para hacer del Cosmos 954 un satélite de larga duración. Sin embargo, en diciembre de 1977 comenzó a desviarse de su órbita habitual, con trayectorias cada vez más erráticas. A mediados de diciembre, el Mando Norteamericano de Defensa Aérea (NORAD), que tenía clasificado al Cosmos 954 con el número 10361 dentro de su catálogo de satélites, se percató de sus maniobras erráticas y de los cambios repentinos en la altitud de su órbita en más de 50 kilómetros. Dentro de reuniones secretas, la Unión Soviética reconoció a los Estados Unidos que había perdido el control del satélite y que el dispositivo para situar la sección del reactor nuclear a una órbita segura había fallado.
A las 11:53 horas GMT del 24 de enero de 1978, el Cosmos 954 reentró en la atmósfera terrestre sobre el norte de Canadá con una trayectoria suroeste-noreste. En un principio la Unión Soviética anunció que el satélite se había desintegrado completamente durante la reentrada atmosférica, pero al poco se localizaron restos del satélite esparcidos a lo largo de 600 kilómetros de territorio canadiense, en un área situada aproximadamente entre el Gran Lago del Esclavo y el lago Baker, afectando a sectores del Territorios del Noroeste y a las provincias de Nunavut, Alberta y Saskatchewan.

## Recuperación

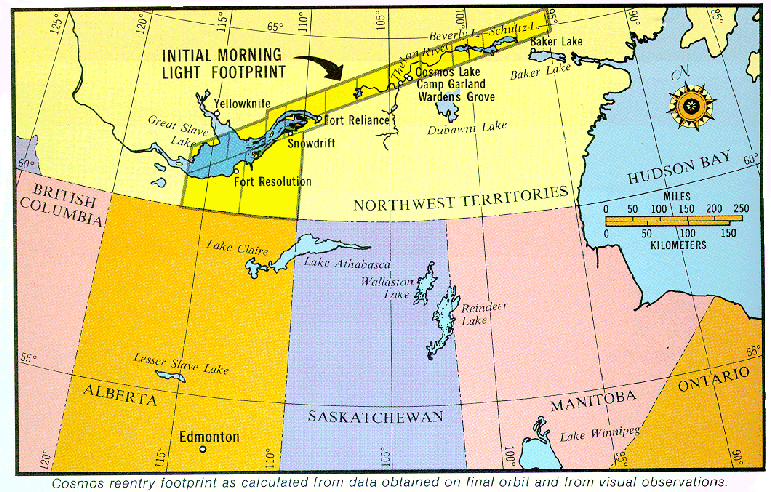
Mapa del sector de Canadá (en amarillo intenso) que fue rastrado por la operación Morning Light.

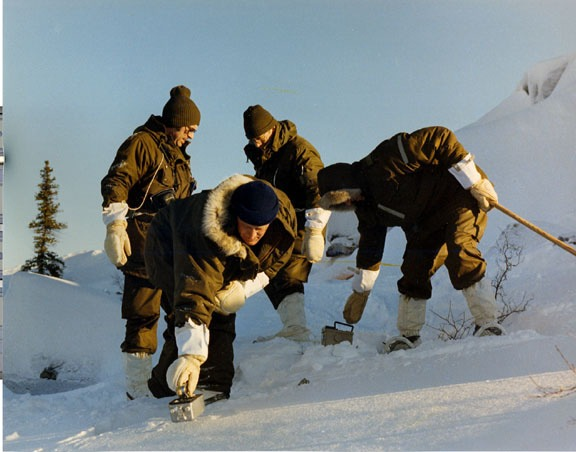
Miembros de la operación Morning Light rastrando el terreno y midiendo el nivel de radiación.

Los trabajos para recuperar el material radioactivo del satélite se conocieron con el nombre de Operación Luz de la Mañana (en inglés Operation Morning Light). Se delimitó un área de 124 000 kilómetros cuadrados, los cuales fueron barridos por tierra y aire por equipo conjunto canado-estadounidense en una primera fase de las operaciones que se desarrolló entre el 24 de enero y el 20 de abril de 1978. Posteriormente se desarrolló una segunda fase que tuvo lugar entre el 21 de abril y el 15 de octubre de 1978. Los trabajos de búsqueda y limpieza de material radiactivo dieron como resultado la recuperación de doce fragmentos grandes del satélite. En todos los fragmentos excepto dos se encontró radiactividad. Se llegaron a obtener mediciones de 1,1 sieverts por hora y uno de los fragmentos alcanzó los 500 R/h, lo cual significa una exposición 100 veces más grande que el máximo anual que debe recibir una persona. Sin embargo se estimó que el material recuperado solo suponía el 1 % del total de combustible nuclear del satélite.

## Repercusiones
Bajo los términos del Convenio sobre la responsabilidad internacional por daños causados por objetos espaciales de las Naciones Unidas aprobado en 1972, el Estado que lance un objeto al espacio es responsable de los eventuales daños causados por dicho objeto. Por las tareas de recuperación y descontaminación así como por eventuales gastos inesperados, el gobierno de Canadá valoró en 6 041 174,70 dólares canadienses la cantidad que la Unión Soviética debía sufragar. Finalmente la URSS pagó la suma de 3 millones de dólares canadienses.
El Cosmos 954 no fue el primer satélite alimentado por energía nuclear en fallar. El lanzamiento de un satélite similar en 1973 falló, cayendo el reactor en aguas del océano Pacífico al norte de Japón. El Cosmos 1402 también falló, estrellándose el reactor en Atlántico Sur en 1983. Los posteriores satélites del programa RORSAT fueron equipados con un mecanismo de reserva de eyección del módulo nuclear, mejora que en 1988 permitió al Cosmos 1900 elevar su reactor nuclear a una órbita segura cuando el sistema principal falló.
Estados Unidos también registró un incidente con un satélite alimentado con energía nuclear. En noviembre de 1979, el satélite SNAP-10A perdió varias de sus piezas, las cuales fueron monitorizadas, contabilizándose 51. Aunque el módulo principal permanece en su lugar, es posible que se perdiera material radiactivo.